# Gare d'Asnières-la-Giraud
Ne doit pas être confondu avec Gare d'Asnières-sur-Seine.
La gare d'Asnières-la-Giraud est une ancienne gare ferroviaire française de la ligne de Chartres à Bordeaux-Saint-Jean, située au lieu-dit La Gare, à l'Ouest du bourg, sur le territoire de la commune d'Asnières-la-Giraud dans le département de la Charente-Maritime en région Nouvelle-Aquitaine.
Mise en service en 1911 par l'Administration des chemins de fer de l'État, elle est fermée dans la 2e moitié du XXe siècle Société nationale des chemins de fer français (SNCF).

## Situation ferroviaire
Établie à 40 mètres d'altitude, la gare d'Asnières-la-Giraud est située au point kilométrique (PK) 469,286 de la ligne de Chartres à Bordeaux-Saint-Jean (voie unique), entre les gares ouvertes de Saint-Jean-d'Angély et de Saint-Hilaire-Brizambourg. En direction de Saint-Jean-d'Angély, s'intercale la halte fermée du Moulin-de-la-Laigne.

## Histoire
La station d'Asnières-la-Giraud est mise en service le 8 mai 1911 par l'Administration des chemins de fer de l'État, lorsqu'elle ouvre à l'exploitation la ligne, à double voies, de Saint-Jean-d'Angély à Saintes.
Dans la deuxième partie du XXe siècle, la ligne est mise à une seule voie et plus tard la gare sera fermée.

## Patrimoine ferroviaire
L'ancien bâtiment voyageurs est désaffecté du service ferroviaire. Son style architectural Art déco est similaire à cinq autres bâtiments de gares des années 1910 situés entre Saint-Jean-d'Angély et Royan : Douhet - Écoyeux, Pisany, Saint-Hilaire - Brizambourg, Saint-Romain-de-Benet et Varzay.